# AFP TV
L'AFP TV est la branche de l'Agence France-Presse chargée de la production de reportages télévisés pour le compte des clients médias, principalement des chaînes de télévision et des portails Internet. Créé en 2001, elle dispose de 80 unités de production de reportage en France et dans le monde et produit environ 35 reportages par jour dans sept langues.

## Histoire
En 1996, l'AFP avait passé un accord avec l'agence américaine Bloomberg LP pour la création d'un "service vidéo", sous la direction de David Botbol, rebaptisé AFP/TV l'année suivante. Il s'agit alors de profiter du lancement officiel, le 11 septembre 1996, de Bloomberg TV en langue française. Pendant les premières années, l'AFP fournit essentiellement des flashes d'information générale à la nouvelle chaîne, dont les contenus économiques sont fabriqués par une seconde équipe de journalistes basée à Londres.
Au début des années 2000, AFP TV se lance dans le reportage, à la demande de plusieurs clients de la presse quotidienne régionale qui ouvrent des sites internet d'information, puis pour profiter du lancement des chaînes de la TNT. Elle rejoint ainsi la démarche suivie par Visnews, créée en 1957 par la BBC et Reuters, puis par AP Television News, filiale de l'Associated Press fondée en 1994.
Le service AFP TV diffusait en 2007 une moyenne de 150 sujets internationaux par mois, en anglais et en français et 400 sujets sur la France. Il comptait une quarantaine de clients dont France 24, TV5 Monde, iTélé, BFM TV ou encore Canal+. 
Fin 2007, l'AFP a décidé de fermer quelques postes de journalistes détachés en province pour créer quatre emplois de « coordinateurs vidéos » à l'étranger et augmenter la couverture internationale. Quatre ans plus tard, AFP TV est décliné en 7 langues (français, anglais, allemand, arabe, espagnol et portugais) et réalise un millier de reportages par mois, une progression de 50 % en quatre ans. La direction du groupe a décidé de porter ce nombre à 3000 par mois, une centaine par jour, d'ici 2013.
Entre-temps, en 2009, un chiffre d'affaires supérieur à 5 millions d’euros par an est atteint, de même que l'équilibre financier, avec une production commercialisée pour les deux tiers sur le format TV, pour des clients parmi les chaînes de télévision, et pour le tiers restant à destination de clients Internet. Les journalistes spécialisés dans la vidéo sont présents dans plus de 80 unités de production dans le monde, et s'appuient sur un réseau de 2 200 journalistes. 
Pour l'Élection présidentielle française de 2012, l'AFP TV s'est associée à YouTube, au Centre de formation des journalistes (CFJ), et à Twitter, pour lancer une série d'émissions « YouTube Elections 2012 ».